# Abdulla Al-Berik
Abdulla Mohamed Al-Berik (Doha, 14 febbraio 1984) è un ex calciatore qatariota, di ruolo difensore.